# Умарова, Хайри
Хайри Умарова (тадж. Хайрӣ Умарова; 6 января 1925 года, село Гозиён (Ғозиён), Ходжентский район, Таджикская ССР) — хлопковод, звеньевая колхоза имени Фрунзе Ленинабадского района, Ленинабадская область, Таджикская ССР. Герой Социалистического Труда (1948).

## Биография
Родилась в 1925 году в крестьянской семье в селе Гозиён Ходжентского района. С 1937 по 1952 года — колхозница, звеньевая хлопководческого звена имени Фрунзе Ленинабадского района.
В 1947 году звено под её руководством собрало высокий урожай хлопка-сырца. Указом Президиума Верховного Совета СССР от 2 июня 1948 года удостоена звания Героя Социалистического Труда за «получение высоких урожаев хлопка и пшеницы при выполнении колхозами обязательных поставок и натуроплаты за работу МТС в 1947 году и обеспеченности семенами зерновых культур для весеннего сева 1948 года» с вручением ордена Ленина и золотой медали «Серп и Молот».
Этим же указом званием Героя Социалистического Труда были награждены председатель колхоза имени Фрунзе Орифбой Нигматов, труженики колхоза звеньевые Абдухамид Баратов и Ташпулат Норматов.
С 1954 года — член КПСС. С 1960 года трудилась механизатором в колхозе имени Фрунзе, с 1970 по 1974 года — воспитатель в детском саду, с 1974 года — заведующая клубом в родном колхозе.
Проживала в родном селе Гозиён.